# Агеев, Григорий Кузьмич
Григорий Кузьмич Агеев (1926—2003) — новатор угольной промышленности, бригадир проходчиков шахты Черкасская северная № 2 треста «Ленинуголь», лауреат Ленинской премии (1964). Член КПСС с 1964.

## Биография
Родился 15.08.1926 в с. Чапаевка Таращанского района Киевской области, получил начальное образование.
В 1942—1945 гг. на принудительных работах в Германии. После освобождения был призван в трудовые батальоны Советской Армии. Работал по восстановлению и строительству шахт в Донбассе.
В 1951—1977 гг. бригадир проходчиков шахтоуправления «Черкасское» производственного объединения «Ворошиловградуголь».
В 1958—1959 гг. добился выработки 450 м в месяц. В сентябре 1960 года его бригада прошла 500 м, а в марте 1961 г. поставила рекорд прохождения откаточного штрека — 751 метр.
Скоростной метод бригады Агеева получил широкое распространение: учиться опыту приезжали горняки из Кузбасса, Караганды, других угольных районов. А бригадир в 1964 году получил Ленинскую премию за участие в усовершенствовании методов и организации скоростного прохождения горных выработок на шахтах Луганской области.
Заслуженный шахтер УССР. Награждён орденами Ленина и Трудового Красного Знамени, знаком «Шахтерская слава» трёх степеней.
Умер в ноябре 2003 года.